# Relaciones Dinamarca-Rumania
Las relaciones Dinamarca-Rumanía se refieren a las relaciones actuales e históricas entre Dinamarca y Rumanía. Dinamarca tiene una embajada en Bucarest y Rumania tiene una embajada en Copenhague. Las relaciones entre Dinamarca y la Rumanía comunista fueron descritas en la década de 1960 como "buenas" por el primer ministro de Rumanía, Ion Gheorghe Maurer. En 2008, las exportaciones danesas a Rumania ascendieron a 1.644 millones de DKK, mientras que las exportaciones rumanas ascendieron a 475 millones de DKK. Ambos países son miembros de la Unión Europea y la OTAN.

## Historia
En 1879, dos estadistas rumanos bajo el rey Carol I de Rumania, visitaron Dinamarca, estableciendo las relaciones oficiales entre Dinamarca y Rumania. En 1880, Dinamarca abrió el primer consulado en Bucarest para ayudar a los rumanos a establecerse en Dinamarca. La ciudad de Aarhus fue la primera ciudad a la que emigraron los rumanos. Las relaciones diplomáticas entre Dinamarca y Rumanía se establecieron el 13 de abril de 1917.
Durante la Primera Guerra Mundial, Dinamarca abrió dos campos de prisioneros de guerra. El motivo era proteger, curar y recuperar a los prisioneros rumanos.
Durante la Segunda Guerra Mundial, cuando la Alemania nazi invadió Dinamarca, las relaciones entre Dinamarca y Rumania se suspendieron. En 1946, se restablecieron las relaciones. En 1965 se firmó un acuerdo de pagos. En 1967 se firmó un convenio de cooperación económica, industrial y técnica. En 1980 y en 1994, ambos países firmaron un acuerdo de inversión.
De 1975 a 1989, el número de solicitudes de asilo rumanas en Dinamarca ascendió a 505. En 2008, 246 rumanos inmigraron a Dinamarca, mientras que en 2011, 710 rumanos emigraron a Dinamarca. En tres años, la inmigración rumana aumentó un 289 por ciento.

## Cooperación
En 2003, Dinamarca y Rumanía acordaron cooperar en un proyecto climático, el primer proyecto danés en Europa del Este. El proyecto ayuda a Rumania a reemplazar los productos de desecho de madera por nueva tecnología, para proporcionar calefacción a las regiones pobres de Rumania.

## Visitas de alto nivel
En mayo de 2000, la reina Margarita II y el príncipe Henrik visitaron Rumanía. Durante su visita, visitaron el orfanato Sfanta Macrina, dirigido por DanChurchAid. El primer ministro danés, Anders Fogh Rasmussen, visitó Rumania en septiembre de 2003. Durante su visita, se reunió con el primer ministro de Rumania, Adrian Năstase. El presidente de Rumania, Ion Iliescu, visitó Dinamarca en 2004. En 2006, Anders Fogh Rasmussen visitó Rumania para pronunciar un discurso en la reunión anual de los embajadores rumanos.